# Азгір
Азгі́р (каз. Азғыр) — село у складі Курмангазинського району Атирауської області Казахстану. Входить до складу Азгірського сільського округу.
Населення — 365 осіб (2021; 580 у 2009, 601 у 1999, 647 у 1989).